# Juliet Mills
Juliet Maryon Mills, född 21 november 1941 i London, är en brittisk-amerikansk skådespelare. Mills är dotter till skådespelarna John Mills och Mary Hayley Bell, samt äldre syster till skådespelaren Hayley Mills och regissören Jonathan Mills. Hon är sedan 1980 gift med skådespelaren Maxwell Caulfield. 

## Filmografi i urval
- 1942 – Havet är vårt öde
- 1947 – Att alltid minnas
- 1961 – No My Darling Daughter
- 1962 – Twice Round the Daffodils
- 1963 – Nurse on Wheels
- 1963 – Nu tar vi sjörövaren
- 1965 – Mannen från UNCLE (TV-serie)
- 1966 – Rancho River
- 1968 – Sherlock Holmes  (TV-serie)
- 1969 – Oh, vilket makalöst krig
- 1971 – Alias Smith & Jones (TV-serie)
- 1972 – Avanti!
- 1975 – Hawaii Five-O (TV-serie)
- 1978 – Krona eller klave (TV-serie)
- 1978 – Fantasy Island (TV-serie)
- 1978–1984 – Kärlek ombord (TV-serie)
- 1984 – Dynastin (TV-serie)
- 1985 – All My Children (TV-serie)
- 1985 – Hotellet (TV-serie)
- 1987 – Mord och inga visor (TV-serie)
- 1989 – Tills vi möts igen (Miniserie)
- 1992 – Columbo (TV-serie)
- 1999 – Den första kärleken
- 1999–2008 – Passions (TV-serie)